# 衡水专区
衡水专区，中华人民共和国河北省已撤销的行政区，在今河北省东部。1949年置，专员公署驻衡水县（今衡水市桃城区）。辖衡水、冀县、枣强、武邑、深县、武强、故城、景县、阜城、清河、夏津、恩县、武城13县。
1952年，撤销衡水专区，详情如下：
1. 衡水、深县、武强、武邑、枣强、冀县6县划归石家庄专区；
2. 阜城、景县、故城3县划归沧县专区；
3. 清河县划归邢台专区；
4. 恩县、夏津、武城3县划归山东省德州专区。

1962年，恢复衡水专区，原属石家庄专区的衡水、冀县、深县、安平、武强、武邑、枣强、饶阳等8县及原属沧州专区的景县、故城、阜城3县划入衡水专区，专署驻衡水县，共辖11县。
1968年，撤销衡水专区，改置衡水地区。

## 衡水地区
衡水地区辖原衡水专区的衡水县、冀县、枣强县、武邑县、深县、武强县、饶阳县、安平县、故城县、景县、阜城县，共11县。
1982年1月30日，以衡水县的衡水镇设立衡水市（县级）。
1983年3月3日，撤销衡水县，并入衡水市。
1993年9月22日，撤销冀县，设立冀州市（县级）。
1994年7月4日，撤销深县，设立深州市（县级）。
1996年5月31日，撤销衡水地区，设立地级衡水市，原县级衡水市改设桃城区。